# Desmiphora variola
Desmiphora variola là một loài bọ cánh cứng trong họ Cerambycidae.